# Wade in the Water

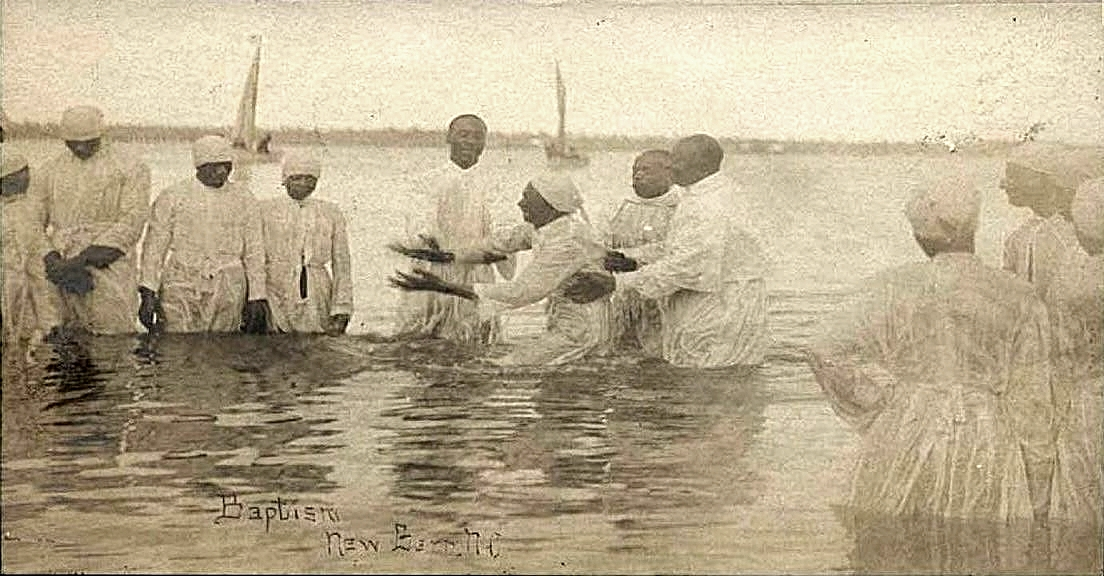
"Wade in the Water" Postkarte, New Bern, North Carolina, ca. 1900

„Wade in the Water“ (Roud 5439) ist ein Spiritual aus dem 19. Jahrhundert, das erstmals 1901 in dem Buch „New Jubilee Songs as Sung by the Fisk Jubilee Singers“ veröffentlicht wurde. Die erste Tonaufnahme des Liedes stammt aus dem Jahr 1925; seitdem gab es zahlreiche Aufnahmen des Stückes von bekannten Musikern in verschiedenen Musikstilen, von Gospel über Folk bis hin zu Jazz, Blues und Soul. Zu den bekanntesten Aufnahmen von „Wade in the Water“ gehören die des Golden Gate Quartet (1948), des Ramsey Lewis Trio (1966) und von Eva Cassidy (1997).

## Bedeutung
Das Lied bezieht sich auf Texte sowohl im Alten als auch im Neuen Testament der Bibel.
Der Bezug zum Alten Testament ist der Auszug der Israeliten aus Ägypten, der im Buch Exodus beschrieben wird.
Der Refrain des Liedes („Wade in the water / Wade in the water, children / God’s gonna trouble the water“: deutsch: Watet im Wasser / Watet im Wasser, Kinder / Gott wird das Wasser bewegen) nimmt Bezug auf das Johannesevangelium:

“For an angel went down at a certain season into the pool, and troubled the water: whosoever then first after the troubling of the water stepped in was made whole of whatsoever disease he had.”

„Denn ein Engel des Herrn stieg zu bestimmter Zeit in den Teich herab und bewegte das Wasser; wer nun nach der Bewegung des Wassers zuerst hineinstieg, wurde gesund, mit welcher Krankheit er auch behaftet war.“

## Geschichte
„Wade in the Water“ gehört zu den Liedern, mit denen sich Sklaven Anfang und Mitte des 19. Jahrhunderts untereinander verständigten, um ihre Flucht zu organisieren; diese Lieder sind bekannt als die Songs of the Underground Railroad. „Wade in the Water“ erinnerte die Flüchtenden daran, im Wasser zum Beispiel von Bächen zu laufen, damit die Suchhunde der Sklavenhalter ihre Spur verloren.
1866 wurde die „Fisk Freed Colored School“ gegründet (heute Fisk University), um freigelassene Sklaven zu unterrichten. Ab 1871 waren Studenten der Schule als A-cappella-Gesangsgruppe unterwegs, um Geld für die Schule zu sammeln. Diese „Fisk Jubilee Singers“ hatten hauptsächlich Negro Spirituals im Repertoire, darunter „Wade in the Water“.
1901 veröffentlichten John Wesley Work II und sein Bruder Frederick J. Work in dem Buch „New Jubilee Songs as Sung by the Fisk Jubilee Singers“ eine Sammlung von Liedern der Fisk Jubilee Singers, darunter befand sich auch „Wade in the Water“.
Die erste Tonaufnahme des Liedes machten 1925 die „Sunset Four Jubilee Singers“. 1939 und 1940 nahm der Musikforscher Alan Lomax das Lied auf. In der Folge gab es zahlreiche Einspielungen des Liedes in unterschiedlichen Musikstilen, von Gospel über Folk bis hin zu Jazz, Blues und Soul.
Von 1979 bis zur Einstellung Ende 2020 war Wade in the Water, gespielt vom Ramsey-Lewis-Trio, die Titelmelodie der Sendung Berichte von heute.

## Auswahl von Aufnahmen
- 1925: Sunset Four Jubilee Singers
- 1939: The Charioteers[4]
- 1946: Golden Gate Quartet[5]
- 1954: Odetta auf dem Album The Tin Angel – mit Lawrence B. Mohr als „Odetta & Larry“[6]
- 1958: „The Folksmiths“ mit Joe Hickerson auf dem Album We’ve Got Some Singing To Do
- 1960: Ella Jenkins and the Goodwill Spiritual Choir auf dem Album African American Folk Rhythms[7]
- 1960: Johnny Griffin auf dem Album The Big Soul Band[8]
- 1961: Bob Dylan auf dem Album Live 1961–2000: Thirty-Nine Years of Great Concert Performances (2001)
- 1963: Judy Henske auf dem Album Judy Henske[9]
- 1965: The Graham Bond Organization auf dem Album The Sound of '67[10]
- 1965: The Staple Singers auf dem Album Freedom Highway[11]
- 1966: Ramsey Lewis Trio auf dem Album Wade in the Water[12]
- 1966: Marlena Shaw – Let’s Wade in the Water[13]
- 1967: Herb Alpert and the Tijuana Brass auf dem Album Sounds Like…[14]
- 1967: Billy Preston auf dem Album Club Meeting[15]
- 1968: Big Mama Thornton auf dem Album Ball n’ Chain[16]
- 1968: Harvey Mandel auf dem Album Cristo Redentor[17]
- 1969: The Chambers Brothers auf dem Album Love, Peace and Happiness[18]
- 1971: Alex Harvey mit „Rock Workshop“ auf dem Album Rock Workshop[19]
- 1972: Peter Herbolzheimer mit „Rhythm Combination & Brass“ auf dem Album My Kind of Sunshine[20]
- 1972: Ellen McIlwaine auf dem Album Honkey Tonk Angel
- 1997: Eva Cassidy auf dem Album Eva by Heart (postum)[21]
- 1997: Chanticleer, auf den Alben Reflections (An Anniversary Celebration) (1997) und A Portrait (2003)
- 2000: Mary Mary auf dem Album Thankful[22]
- 2002: Moses Hogan auf dem Album Moses Hogan Singers: Choral Series[23]
- 2003: Charlie Hunter Quintet auf dem Album Right Now Move[24]
- 2008: Mavis Staples auf dem Album Live: Hope at the Hideout[25]
- 2010: Patty Griffin auf dem Album Downtown Church[26]
- 2011: Cerys Matthews auf dem Album Explorer
- 2012: Tedeschi Trucks Band auf dem Album Everybody’s Talkin’[27]
- 2016: PJ Harvey als Intro zu River Anacostia